# Florian Neuhaus
Florian Neuhaus (Landsberg am Lech, 1997. március 16. –) német válogatott labdarúgó, aki jelenleg a Borussia Mönchengladbach játékosa.

## Pályafutása
2016. augusztus 2-án a TSV 1860 Rosenheim ellen mutatkozott be a tartalék együttesben. Október 21-én a VfB Stuttgart elleni bajnoki mérkőzésen debütált a felnőtt csapatban. Négy nappal később a Würzburger Kickers ellen pedig a kupában debütált. 2017. július 1-jétől a Fortuna Düsseldorf együttesének lett a játékosa, de csak kölcsönben a Borussia Mönchengladbachtól.

## Válogatott
2016. szeptember 1-én debütált az német U20-as labdarúgó-válogatottban az olasz válogatott ellen. Bekerült a 2017-es és a 2019-es U20-as labdarúgó-világbajnokságra utazó keretbe. 2020. október 7-én mutatkozott be góllal a felnőttek között a Törökország elleni 3–3-ra végződő barátságos mérkőzésen.

## Statisztika

### Klub
2020. október 3. szerint.
| Klub                     | Szezon   | Bajnokság    | Bajnokság | Bajnokság | Kupa  | Kupa | Nemzetközi | Nemzetközi | Egyéb | Egyéb | Összesen | Összesen |
| Klub                     | Szezon   | Bajnokság    | Mérk.     | Gól       | Mérk. | Gól  | Mérk.      | Gól        | Mérk. | Gól   | Mérk.    | Gól      |
| ------------------------ | -------- | ------------ | --------- | --------- | ----- | ---- | ---------- | ---------- | ----- | ----- | -------- | -------- |
| 1860 München             | 2016–17  | Bundesliga 2 | 12        | 0         | 1     | 0    | 0          | 0          | 0     | 0     | 13       | 0        |
| Borussia Mönchengladbach | 2017–18  | Bundesliga   | 0         | 0         | 0     | 0    | 0          | 0          | 0     | 0     | 0        | 0        |
| Borussia Mönchengladbach | 2018–19  | Bundesliga   | 32        | 3         | 2     | 1    | 0          | 0          | 0     | 0     | 34       | 4        |
| Borussia Mönchengladbach | 2019–20  | Bundesliga   | 30        | 4         | 2     | 0    | 5          | 0          | 0     | 0     | 37       | 4        |
| Borussia Mönchengladbach | 2020–21  | Bundesliga   | 3         | 0         | 1     | 2    | 0          | 0          | 0     | 0     | 4        | 2        |
| Borussia Mönchengladbach | Összesen | Összesen     | 65        | 7         | 5     | 3    | 5          | 0          | 0     | 0     | 75       | 10       |
| Fortuna Düsseldorf       | 2017–18  | Bundesliga 2 | 27        | 6         | 2     | 0    | 0          | 0          | 0     | 0     | 29       | 6        |
| Összesen                 | Összesen | Összesen     | 104       | 13        | 8     | 3    | 5          | 0          | 0     | 0     | 117      | 16       |

### Válogatott
2020. október 7-i állapotnak megfelelően.
| Nemzet      | Évek     | Pályára lépések | Gólok |
| ----------- | -------- | --------------- | ----- |
| Németország | 2020     | 1               | 1     |
| Összesen    | Összesen | 1               | 1     |

### Válogatott góljai
| # | Időpont          | Helyszín                               | Ellenfél    | Gólok | Eredmény | Kiírás              |
| - | ---------------- | -------------------------------------- | ----------- | ----- | -------- | ------------------- |
| 1 | 2020. október 7. | RheinEnergieStadion, Köln, Németország | Törökország | 2–1   | 3–3      | Barátságos mérkőzés |

## Család
Testvére, Daniel Neuhaus az FC Penzing labdarúgója.

## Sikerei, díjai
- Fortuna Düsseldorf
  - Bundesliga 2: 2017–18